# Elaeocarpus pachyanthus
Elaeocarpus pachyanthus är en tvåhjärtbladig växtart som beskrevs av Schlechter. Elaeocarpus pachyanthus ingår i släktet Elaeocarpus och familjen Elaeocarpaceae. Inga underarter finns listade i Catalogue of Life.